# Leandro Gracián
Leandro Gracián, född 6 augusti 1982, är en argentinsk fotbollsspelare.
Han spelade 2001–2006 i den argentinska klubben Vélez Sársfield. Där vann han clasura 2005 (vårtureneringen). 2006–2007 spelade han i mexikanska Monterrey där han visade att han är en målfarlig spelare. Mellan 2007 och 2012 spelade han i Boca Juniors.
Han föredrar att spela offensiv mittfältare men kan även spela som forward.